# Jolanta Danielak

Anita Kucharska-Dziedzic, Gabriela Morawska-Stanecka i Jolanta Danielak (2020)

Jolanta Ryszarda Danielak z domu Szwajkowska (ur. 3 czerwca 1954 w Szczecinku) – polska polityk, psycholog i policjantka. Senator IV i V kadencji (1997–2005), w latach 2001–2005 wicemarszałek Senatu V kadencji.

## Życiorys
Ukończyła studia psychologiczne na Uniwersytecie im. Adama Mickiewicza w Poznaniu; jest także absolwentką Akademii Spraw Wewnętrznych w Warszawie. Pracowała w Ośrodku Przystosowania Społecznego w Czersku, następnie w Zielonej Górze w Poradni Zdrowia Psychicznego zarządu zdrowia MSW, a od 1991 w Komendzie Wojewódzkiej Policji. Służyła w Policji, dochodząc do stopnia podinspektora. Występowała jako biegła sądowa w zakresie psychologii klinicznej.
Od 1994 do 2001 zasiadała w radzie miejskiej Zielonej Góry, w 1997 została jej przewodniczącą. W 1997 z ramienia Sojuszu Lewicy Demokratycznej została senatorem IV kadencji z województwa zielonogórskiego. W 2001 po raz drugi uzyskała mandat senatorski z okręgu lubuskiego, powołano ją na funkcję wicemarszałka izby. W 2005, 2007 i 2011 bez powodzenia kandydowała w wyborach parlamentarnych, a w 2009 do Parlamentu Europejskiego. Natomiast w 2006 i w 2010 wybierana ponownie do zielonogórskiej rady miejskiej. W 2014 ubiegała się bezskutecznie o mandat radnej sejmiku lubuskiego, a w 2015 o prezydenturę Zielonej Góry.
Współtworzyła Fundacje „Bezpieczne Miasto” i „Nasz Dom”, działa w Towarzystwie Przyjaciół Dzieci.
Zamężna, ma dwie córki (Agatę i Olgę).
W 1996 otrzymała Brązowy Krzyż Zasługi.